# Michel Houellebecq
Michel Houellebecq (miʃɛl wɛlˈbɛk), narozen jako Michel Thomas (* 26. února 1956 Réunion), je francouzský spisovatel.

## Život
Jeho otec byl horský vůdce a matka anestezioložka. Když mu bylo 6 let, jeho matka opustila rodinu, konvertovala k islámu a žije s muslimem. Malý Michel pak žil u své babičky z otcovy strany, Henriette Houellebecqové, členky Francouzské komunistické strany a pravověrné stalinistky, v Crécy-en-Brie u Paříže. Dobrý vztah s babičkou měl vliv na jeho levicovost. Vystudoval lyceum v Meaux a Vysokou školu zemědělskou. Z prvního manželství se sestrou přítele má syna Etiennea (* 1981), ale svazek se rozpadl již po roce vztahu. Znovu se pak oženil až v roce 1999.
V 80. letech trpěl depresemi, které utápěl v alkoholu, a psal poezii. Na počátku 90. let napsal biografii amerického autora hororů, monarchisty H. P. Lovecrafta a svou románovou prvotinu Rozšíření bitevního pole (1994). Druhý román, Elementární částice (1998), ho rázem vynesl na francouzské literární nebe. Příběh dvou čtyřicátníků žijících ve světě masturbace a peep show pobouřil vládnoucí generaci osmašedesátníků a vyvolal senzaci. Dostal za něj dvě ceny: Velkou národní literární cenu pro mladé talenty a Listopadovou cenu.

Ještě větší pobouření vyvolal třetí román, Platforma (2001). Liga lidských práv ho udala za podněcování k rasové nenávisti. Soud však smetl tento pokus omezovat uměleckou svobodu. Houellebecq v něm vystihl ducha doby, když hrdinka umírá v Thajsku po teroristickém útoku islamistů. Její přítel pak říká, že pokaždé, když izraelské síly usmrtí palestinské dítě nebo těhotnou ženu, cítí uspokojení. Román přitom vyšel ještě před 11. zářím 2001. Dostal za něj Mezinárodní dublinskou cenu Impac.

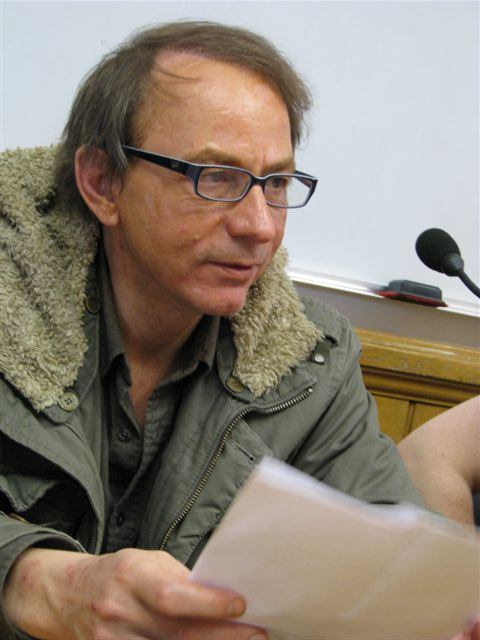
Michel Houellebecq, Varšava, 9. června 2008

 Dalším počinem byl čtvrtý román Možnost ostrova (2005), který se dočkal i filmového zpracování. Režie filmu s názvem La Possibilité d'une île se ujal sám autor.
Je laciné ztotožňovat autobiografického hrdinu a autora samotného. Houellebecq o sobě tvrdí, že je demokrat a evropský federalista. Přesto v literární Americe příliš pochopení nenalezl a populární tam není. K establishmentu je kritický. Volit J. Chiraca je podle něj „jako nachcat do volební urny“.
V roce 2005 byl hostem Pražského festivalu spisovatelů.

## Literární dílo
I když Houellebecqova literární tvorba zahrnuje i poezii a eseje, nejvýznamnější jsou jeho romány, díky nimž si získal světovou proslulost. Tyto romány, jako každé postmoderní dílo (např. Milana Kundery), jsou často významově nejednoznačné. Na první pohled se zdají být cynickými, plnými černého humoru, ve skutečnosti jsou však moralizující a volající po empatii.

### Postavení k islámu ve Francii

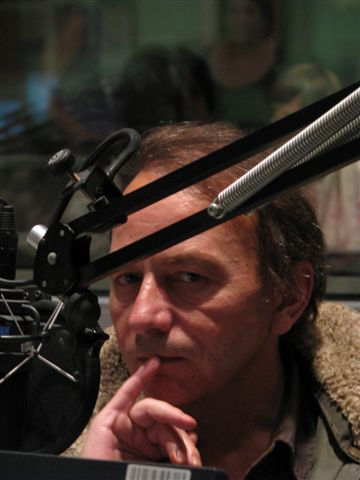
Michel Houellebecq (2008)

Jeho jméno a dílo Soumission bylo dáváno např. britským deníkem The Daily Telegraph do souvislosti s francouzským novinářem Éricem Zemmourem či spisovatelem Renaudem Camusem, kteří taktéž tvrdí, že francouzská národní identita byla nevratně zničena masovým přistěhovalectvím a zdejším nárůstem islámu.

### Romány
- Extension du domaine de la lutte (1994, česky Rozšíření bitevního pole – Mladá fronta 2004, anglicky Whatever)
- Les particules élémentaires (1998, česky Elementární částice – Garamond 2007, anglicky Atomised)
- Plateforme (2001, česky Platforma – Garamond 2008, anglicky Platform)
- La Possibilité d'une île (2005, česky Možnost ostrova – Odeon 2007, anglicky The Possibility of an Island)
- La carte et le territoire, Flammarion (2010, česky Mapa a území – Odeon 2011, anglicky The Map and the Territory)
- Soumission, Flammarion (2015, česky Podvolení – Odeon, 2015, anglicky Submission, česká audiokniha Podvolení – OneHotBook, 2016)
- Sérotonine, Flammarion (2019, česky Serotonin – Odeon 2019, anglicky Serotonin)
- Anéantir, Flammarion (2022, česky Zničit – Odeon 2022, anglicky Annihilation)

### Ostatní
- Rester vivant, méthode (1991)
- H. P. Lovecraft: Contre le monde, contre la vie (1991), anglicky v překladu Dorny Khazeni H. P. Lovecraft: Against the World, Against Life a s předmluvou Stephena Kinga (2005) – analýza děl amerického spisovatele H. P. Lovecrafta.
- La Poursuite du bonheur, poèmes (1992)
- Le Sens du combat, poèmes (1996)
- Interventions, recueil d'essais (1998)
- Renaissance, poèmes (1999)
- Lanzarote (2000) – novela s albem fotografií z ostrova Lanzarote
- Ennemis publics (2008)

## Ukázky z díla
Krátce řečeno, se svým sociálním postavením mohu být spokojen. V sexuální oblasti je to horší. Poznal jsem více žen, vždy však na omezenou dobu. Protože postrádám krásu i jakýkoliv osobní šarm a často podléhám návalům deprese, neodpovídám ani v nejmenším tomu, co ženy hledají především. Proto jsem u žen, které mi otevřely svůj orgán, často cítil lehký odpor; v podstatě jsem pro ně představoval nouzové řešení, což, jak uznáte, není ideálním východiskem pro trvalejší vztah.
Rozšíření bitevního pole, s. 14–15.
„Někteří lidé velmi brzy pociťují děsivou nemožnost žít vlastní život; nejsou v podstatě schopní unést přímý pohled na svůj život jako celek, bez stínů a kulis. Uznávám, že jejich existence se vymyká přírodním zákonům, a to nejen proto, že k tomuto zásadnímu zlomu nepřizpůsobivosti dochází bez jakékoliv genetické účelnosti, nýbrž i proto, že předpokládá nesmírnou jasnozřivost, která pochopitelně přesahuje percepční schémata obyčejné existence. Někdy před ně stačí postavit někoho jiného, pokud je stejně tak čistý a průzračný jako oni sami, a nesnesitelný zlom se rozplyne ve světelné tužbě, trvale napřažené k absolutně nedosažitelnému. Zatímco tedy jedno zrcadlo neustále odráží pouze jediný bezútěšný obraz, dvě paralelní zrcadla dávají vzniknout jasné a husté síti, unášející lidské oko po neomezené a ve své geometrické čistotě nekonečné dráze mimo dosah utrpení a světa.“
Rozšíření bitevního pole, s. 137.
Je překrásné počasí, mírné a jarní. Mazalský les je moc pěkný a také uklidňující. Skutečný venkovský les. Jsou zde úzké příkré stezky, paseky a všudypřítomné sluneční světlo. Louky jsou pokryté narcisy. Člověku je tu dobře, je šťastný; nejsou tu lidé. Něco se tu zdá být možné. Člověk si tu připadá jako ve výchozím bodě.
A náhle vše mizí. Velká duševní facka mě sráží zpět až na samo dno mého nitra. Pozoruji se, posmívám se, ale zároveň se respektuji. Jakou mám jen schopnost až do posledních chvil vytvářet si velkolepé myšlenkové představy! Jak je jen stále jasný ten obraz, který si vytvářím o světě! Bohatství toho, co ve mně zemře, je naprosto úžasné; nemusím se za sebe stydět; přinejmenším jsem to zkusil.
Rozšíření bitevního pole, s. 145.
Není pravda, že lidé jsou jedineční a každý si nese v sobě nezaměnitelnou výjimečnost; ve svém případě jsem každopádně žádnou stopu výjimečnosti nepozoroval. Je většinou marné unavovat se rozlišováním individuálních osudů a charakterů. Myšlenka jedinečnosti lidské osobnosti je stručně řečeno jen nabubřelá absurdita. Na vlastní život si vzpomínáme, píše někde Schopenhauer, o něco víc než na dávno přečtený román. Tak je to: jen o trochu víc.
Platforma (překlad: Alan Beguivin)
Na Sinaji jsem měl druh zjevení: Cítil jsem naprosté odmítnutí monotheismu. Řekl jsem si, že idea víry jen v jednoho Boha je kréténská. A nejhloupější náboženství ze všech je islám.
Platforma (překlad: Alan Beguivin)
Pokud projdeme něčím smutným, nějakým zklamáním, čímkoli, co nám brání žít, a chceme se zachránit, musíme se nejprve přestěhovat, spálit fotky, vyvarovat se situací, kdy musíme své špatné zážitky někomu vyprávět.
Možnost ostrova (překlad: Jovanka Šotolová)
Bral jsem věci tak, jak jsou: člověk je živočišný druh vyvinutý z jiných živočišných druhů trýznivým a strastiplným evolučním procesem; skládá se z hmoty rozdělené do orgánů, po smrti se orgány rozloží, přemění se v jednodušší molekuly; nezbude žádná stopa po činnosti mozku, po myšlení ani po čemkoli, co by mohlo být připodobitelné jakémusi duchu nebo duši.
Možnost ostrova (překlad: Jovanka Šotolová)

## Filmové adaptace
- 1999 – Rozšíření bitevního pole. Režie: Philippe Harel (orig. název: Extension du domaine de la lutte, Francie)
- 2006 – Elementární částice. Režie:Oskar Roehler (orig. název: Elementarteilchen, Německo)
- 2008 – Možnost ostrova. Režie: Michel Houellebecq (orig. název: La Possibilité d'une île, Francie)